# Tannin-Verfahren
Das Tannin-Verfahren (auch Tannin-Trocken-Kollodiumverfahren oder Tannin-Prozess) ist ein Verfahren aus dem Bereich der Fotografie, das das Taupenot-Verfahren verdrängte.
Im Jahr 1861 veröffentlichte der Engländer Major Charles Russell (1820–1887) ein fotografisches Verfahren das mit Trockenplatten arbeitete, basierend auf der Kollodiumemulsion. Es wurde in den Folgejahren weiterentwickelt und in verschiedenen Varianten angewendet. 
Im Prinzip wurden die Glasplatten mit einer Haftschicht versehen (Gelatine oder Kautschuk), darauf eine Kollodiumemulsion aufgebracht, die dann mit einer Tanninlösung behandelt wurde. Darüber konnte noch eine Gelatineschicht kommen, die als Schutzschicht das Schließen der Poren beim Trocknen des Kollodiums verhinderte. Das Tannin bewirkte eine deutliche Empfindlichkeitssteigerung, so dass diese Trockenplatten fast die Empfindlichkeit der nassen Kollodiumplatten erreichten.
Die Haltbarkeit betrug etwa 6 Monate, was gegenüber der guten, aber sehr umständlich zu handhabenden Kollodium-Nassplatte einen unschätzbaren Vorteil bedeutete. Die Kollodium-Trockenplatte wurde ab etwa 1878 durch die Gelatine-Trockenplatte verdrängt.